# Valerianella eriocarpa
Valerianella eriocarpa là một loài thực vật có hoa trong họ Kim ngân. Loài này được Desv. miêu tả khoa học đầu tiên..